# Julian Bashir
Pour les articles homonymes, voir Bashir.

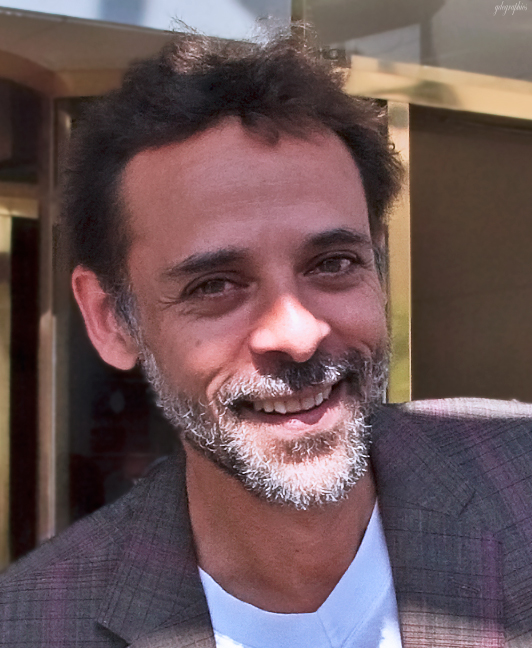
Alexander Siddig.

Julian Subatoï Bashir est un personnage fictif appartenant à l'univers de Star Trek. Il exerce la fonction de médecin durant les sept saisons successives de la série télévisée Star Trek: Deep Space Nine et c'est l'acteur Alexander Siddig (crédité sous le nom de Siddig El Fadil jusqu'à la fin de la troisième saison) qui lui prête ses traits.

## Biographie
Julian Subatoi Bashir est un Humain né en 2341, probablement sur Terre. Il est le fils unique d’Amsha et de Richard Bashir (un autodidacte ayant exercé de nombreux métiers différents pour le compte de la Fédération Unie des Planètes). Parce que Julian, alors âgé de six ans, semble présenter un retard lié à des troubles psychomoteurs, ses parents l'envoient sur la planète Adigeon Prime où l’on effectue à leur demande une reprogrammation de son patrimoine génétique. De tels traitements étant toutefois strictement prohibés par les instances judiciaires de la Fédération, Richard Bashir accepte en 2373 (lorsque la vérité quant aux décisions qu'il a prises 26 ans auparavant éclate au grand jour) d’être condamné à deux ans de réclusion au sein de la colonie pénitentiaire de Nouvelle-Zélande pour avoir enfreint la loi concernant les manipulations génétiques.
Devenu un enfant puis un adolescent aussi vif et brillant qu’imaginatif, Julian Bashir se passionne pour les récits d’aventures, de batailles ou d’espionnage sans pour autant négliger des sujets plus sérieux tels que l’expérimentation scientifique, domaine dans lequel il excelle. Associée à ces aptitudes, son expérience sur la planète Invernia II (où il est surpris par une violente tempête ionique en compagnie de son père et assiste, impuissant, à la mort d’une personne qu’un simple traitement à base de plantes locales aurait pu sauver) le conduit à décider très tôt qu’il fera tout ce qui est en son pouvoir pour exercer la médecine.
Plein de fougue et curieux de tout, il intègre l’Académie Médicale de Starfleet où il s’illustre par ses résultats et par ses qualités sportives (qui l’amènent à accepter le rôle de capitaine de l’équipe académique de racquetball et à perfectionner sa technique de lancer de fléchettes). Parallèlement à son cursus principal, le jeune homme étudie également l’ingénierie et il sort second de sa promotion. Devenu lieutenant de la Starfleet, le docteur Bashir demande dès 2368 à être nommé sur Deep Space Nine afin d’y vivre l’existence trépidante qu’il prête volontiers à tout occupant d’une station située aux confins du Quadrant Alpha. 
Lorsqu’il prend ses fonctions sur DS9 en 2369, il est toutefois contraint de tempérer quelque peu son ardeur juvénile en comprenant notamment que la première tâche qui l’attend sera la réorganisation d’une infirmerie délibérément saccagée par les Cardassiens avant leur départ. Au cours des mois qui suivent, il se montre capable d’une volubilité que ses collègues ont tendance à juger excessive en même temps que d’un sens aigu des responsabilités. Excellent médecin, il entretient en outre avec ses patients des relations qui contribuent grandement à leur rapide guérison. En outre, il se lie d'amitié avec Elim Garak — ancien espion et ancien protégé d'Enabran Tain, tout-puissant chef de l'Ordre Obsidien, la police secrète cardassienne — le seul Cardassien à vivre encore sur la station.
Capturé par des Jem'hadars en compagnie de Miles O'Brien au tout début de l’année 2372, le médecin-chef de DS9 entre de plain-pied dans la guerre qui oppose la Fédération au Dominion depuis plus d’un an déjà. En 2373, le docteur Bashir est impliqué plus directement encore dans le même conflit lorsqu’il est amené à seconder le personnel soignant d’une antenne médicale d’urgence installée sur Ajilon Prime. Quelques mois plus tard, il est une nouvelle fois enlevé par des ressortissants du Quadrant Gamma et emprisonné au sein du camp d’internement 371 installé par les Jem'hadars sur un astéroïde isolé. Durant sa détention, Julian est par ailleurs remplacé, à l’insu des autres occupants de la station par un Changeling qui a pris son aspect. 
Célibataire et sans enfant connu, l’officier médical en chef de Deep Space Nine ne ménage pourtant pas ses talents de séducteur auprès des jeunes femmes de son entourage. Après avoir fréquenté Delon Palis au cours de ses années d’études sur Terre, cet incorrigible romantique courtise ainsi Jadzia Dax puis il tombe amoureux en 2370 de l’enseigne Melora Pazlar, une Elaysienne souffrant d’une motricité considérablement réduite du fait de la faible gravité régnant sur son monde natal. Le jeune médecin succombe ensuite aux charmes de Leeta, l’une des Dabo Girls du bar de Quark. Mais en 2373, il est invité par sa compagne à se rendre sur Risa afin d’y pratiquer le « Rite de Séparation » auquel les Bajorans se plaisent à sacrifier lorsqu'ils ne sont plus satisfaits de leurs relations amoureuses. En 2375, c’est au tour de Sarina (une ravissante muette dont on a cherché, apparemment en vain, à améliorer le patrimoine génétique) de faire chavirer le cœur du « Casanova de l’infirmerie » lorsque la santé de la jeune fille lui est confiée. À la fin de la même année, l’attirance de Bashir pour Dax finit en outre par devenir réciproque et débouche sur une liaison pleine de promesses alors que le symbiote Trill est désormais porté par Ezri.
Jusqu’à la fin de la guerre contre le Dominion, Julian Bashir (définitivement « mûri » par les expériences qu’il vient de vivre) participe activement à toutes les opérations menées par le capitaine Benjamin Sisko tout en étant confronté à de nouvelles épreuves psychologiques par le biais de Luther Sloane et de la mystérieuse Section 31 (une branche occulte des Services de Renseignement de Starfleet) qui a décidé de s’offrir ses services. Lorsque la plupart des officiers de Deep Space Nine se séparent au terme du conflit, Bashir se déclare quant à lui décidé à poursuivre sa carrière au sein de la flotte.